# Mancha de Criptana

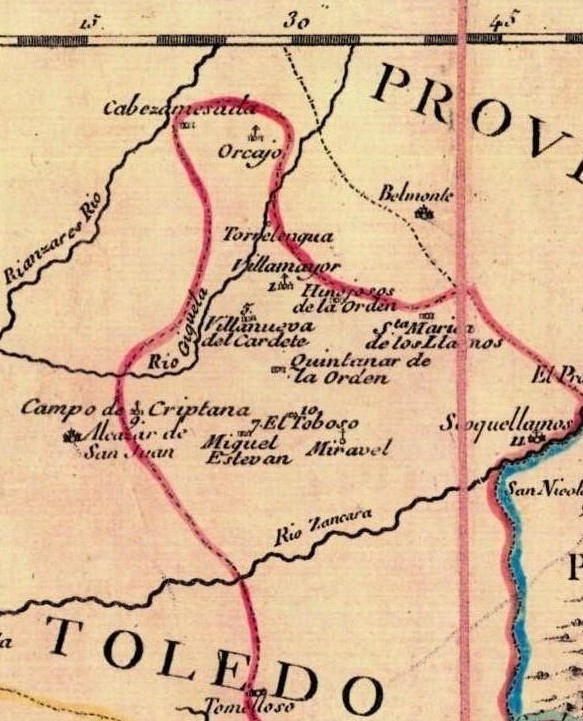
La Manxa de Criptana, segons La Mancha històrica de 1765 (fragment del mapa de Tomás López Pensionista)

La Mancha de Criptana és una part de La Manxa al voltant de la població de Campo de Criptana que forma part de la província de Ciudad Real. Amb anterioritat, però, aquest territori era més ampli i abraçava moltes poblacions dominades per l'orde de Santiago a les províncies de Toledo i Conca.

## Municipis
- Campo de Criptana
- Pedro Muñoz
- Arenales de San Gregorio
- Tomelloso
- Socuéllamos